# Чулак Ілля Панасович
Ілля Панасович Чулак (нар. 9 вересня 1967, Дмитрівка, Татарбунарський район, Одеська область, УРСР) — радянський та український футболіст та тренер, виступав на позиції півзахисника.

## Життєпис
Вихованець футбольної школи с. Дмитрівка. Виступав у командах другої ліги чемпіонату СРСР СКА (Одеса), «Тигина-РШВСМ» (Бендери), «Дніпро» (Черкаси) та «Суднобудівник» (Миколаїв). У складі миколаївської команди в березні 1992 року провів три матчі у вищій лізі чемпіонату України. Перший матч — 6.03.1992, «Темп», 1:0.
У 1995 році повернувся в рідну Дмитрівку, де грав у місцевій аматорській команді «Славія», а також тренував її. У травні — червні 1996 року провів 4 матчі в другій лізі за «Дністровець» (Білгород-Дністровський). 